# Didymodon reticulatus
Didymodon reticulatus är en bladmossart som beskrevs av John Gillies och Greville 1830. Didymodon reticulatus ingår i släktet lansmossor, och familjen Pottiaceae. Inga underarter finns listade i Catalogue of Life.